# ریکاردو فرانکو
ریکاردو فرانکو (اسپانیایی: Ricardo Franco‎؛ ۲۴ مهٔ ۱۹۴۹ – ۲۰ مهٔ ۱۹۹۸) بازیگر، فیلم‌نامه‌نویس و کارگردان اهل اسپانیا و برادرزادهٔ خسوس فرانکو بود.
از فیلم‌ها یا مجموعه‌های تلویزیونی که وی در آن‌ها نقش داشته است، می‌توان به ژنو در جهنم و بخت نیک اشاره نمود.
وی در سال ۱۹۹۷ میلادی، برندهٔ ۲ جایزه گویای بهترین کارگردانی و بهترین فیلم‌نامه شد.